# Я — чорноморець!
«Я — чорноморець!» — радянський художній фільм, знятий в 1944 році режисерами Володимиром Брауном і  Олександром Мачеретом.

## Сюжет
Фільм про героїзм радянських людей в роки Великої Вітчизняної війни. Червонофлотець Степан Полосухін, син чорноморського рибалки Григорія Полосухіна, служить кермовим сторожового катера, бере участь у важких боях на Чорному морі, захищає Севастополь від фашистських загарбників. Завдяки віковому гриму Борис Андрєєв грає двох персонажів — сина і батька.

## У ролях
- Борис Андрєєв —  червонофлотець Степан Полосухін і його батько Григорій Полосухін
- Андрій Сова —  боцман
- Лариса Ємельянцева —  Віра
- Федір Іщенко —  командир корабля
- Володимир Вяземський —  Федір Гнатович
- Володимир Грибков —  Василь Карпович
- Б. Голосков —  Бабушкін, червонофлотець-сигнальник
- Анатолій Сміранін —  німецький майор
- Ханс Клерінг —  німецький лейтенант
- Георгій Куровський —  Кротов

## Знімальна група
- Режисери-постановники — Володимир Браун, Олександр Мачерет
- Сценарист — Леонід Соловйов
- Оператор-постановник — Олександр Лаврик
- Композитор — Дмитро Клебанов
- Художник-постановник — Володимир Каплуновський